# Torfy (Karczew)
Torfy – śródleśna część miasta Karczewa, położona na zachód od centrum miasta, w rejonie ulicy Torfy.